# Lista de episódios de Mobile Suit Gundam SEED Destiny
Esta é a lista de episódios de Mobile Suit Gundam SEED Destiny. A série é uma sequência direta de Mobile Suit Gundam SEED produzida pelo estúdio Sunrise e dirigida por Mitsuo Fukuda. O anime possui 50 episódios e foi transmitido originalmente pela MBS e TBS entre 9 de outubro de 2004 e 1 de outubro de 2005. Dois anos depois da série original Mobile Suit Gundam SEED, o enredo segue a história do jovem Shinn Asuka, um soldado da ZAFT, composta por humanos nascidos geneticamente melhorados conhecidos como Coordinators. Como a ZAFT está prestes a entrar em outra guerra contra a raça humana normal, os Naturals, a série se concentra no envolvimento de Shinn, bem como vários personagens que retornam na guerra.
Um ano depois do final da série, em 25 de dezembro de 2005, uma versão do diretor do episódio final, chamado "Final Plus", foi exibida com cenas adicionais e um epílogo. Gundam SEED Destiny chegou ao Brasil em 24 de maio de 2017, em sua versão remasterizada HD, no Crunchyroll.
Foram utilizadas oito peças de música para a série original. Os quatro temas de abertura foram "Ignited" (ignited -イグナイテッド-, "Igunaiteddo") por T.M.Revolution do episódio um ao treze, "Pride" por High and Mighty Color do episódio 14 ao 24, "Bokutachi no Yukue" (僕たちの行方; lit. "Our Whereabouts") por Hitomi Takahashi do episódio 25 ao 37, e "Wings Of Words" por Chemistry até o fim. Os temas de encerramento são "Reason" por Nami Tamaki do episódio um ao treze, "Life Goes On" por Mika Arisaka do episódio 14 ao 25, "I Wanna Go To A Place..." por Rie Fu episódio 26 ao 37, e "Kimi wa Boku ni Niteiru" (君は僕に似ている; lit. "You are Similar to Me") até o fim, pela dupla pop See-Saw. Na versão remasterizada HD, a abertura "Wings of Words" foi substituída pelo T.M. Revolution "Vestige" (vestígio - ヴ ェ ス テ ィ ー ジ -, Vesutīji), um tema originalmente usado apenas como a abertura para a edição "Final Plus" do episódio 50.
A série foi coletada em um total de treze volumes de DVD que foram lançados no Japão a partir de 24 de fevereiro de 2005. Um Box DVD da série de televisão, que também incluiu o episódio especial, foi lançado em 9 de abril de 2010. O lançamento norte-americano não inclui o episódio especial intitulado "Editado" e, portanto, não foi exibido em redes de língua inglesa. "Editado" é uma versão alternativa do episódio 6, "The End of the World", e usou bits e peças de cenas do episódio 6 original. Os DVDs vieram com um episódio de paródia especialmente feito de Gundam SEED intitulado Gundam SEED Character Theatre. A série foi lançada em doze DVDs na América do Norte em formato bilíngue sem cortes entre 14 de março de 2006 e 8 de janeiro de 2008. O episódio do Final Plus foi anunciado para ser licenciado em julho de 2007, com um único DVD lançado em 15 de abril de 2008. Dois volumes de Box DVD, "Anime Legends", da série foram posteriormente lançados em 13 de janeiro de 2009 e 19 de maio de 2009.

## Lista de episódios
| Fase # | Título[a]                                                                          | Diretor(es)       | Roteirista(s)                                   | Diretor(es) de animação | Exibição original       | Refs. |
| --- | ---------------------------------------------------------------------------------- | ----------------- | ----------------------------------------------- | ----------------------- | ----------------------- | ----- |
| 1 | "Olhos raivosos" "Ikareru Hitomi (怒れる瞳)"                                       | Mitsuo Fukuda     | Chiaki Morosawa                                 | Hisashi Hirai           | 9 de outubro de 2004    | ASA   |
| No ano 72 da Era Cósmica, o Tratado de Junius encerrou a hostilidade entre ZAFT e a Aliança da Terra. O tratado proíbe o uso de armas nucleares e limitam o uso de forças armadas de ambos os lados. No entanto, ainda há tensão entre Coordinators e Naturals, e a paz continua sendo frágil. |                                                                                    |                   |                                                 |                         |                         |       |
| 2 | "Quem pediu por guerra" "Tatakai o Yobu Mono (戦いを呼ぶもの)"                     | Mitsuo Fukuda     | Chiaki Morosawa                                 | Shin Yamaguchi          | 16 de outubro de 2004   | ASA   |
| Com o ataque ao arsenal 1, Athrun utiliza um mobile suit da ZAFT para levar Cagalli a um local seguro. Os três Gundams roubados lutam contra o ZAKU de Athrun, que é resgatado pelo Impulse Gundam, pilotado por Shinn Asuka da ZAFT. |                                                                                    |                   |                                                 |                         |                         |       |
| 3 | "Disparos de alerta" "Yochō no Hōka (予兆の砲火)"                                  | Mitsuo Fukuda     | Chiaki Morosawa                                 | Shinichi Sakuma         | 23 de outubro de 2004   | ASA   |
| Shinn e Rey têm dificuldades contra Neo Roanoke, o comandante inimigo. Para ajudar os pilotos, a capitã Talia Gladys ordena que a nova nave de combate, Minerva, zarpe do arsenal 1 para se unir ao combate. As forças inimigas recuam e o Minerva persegue. |                                                                                    |                   |                                                 |                         |                         |       |
| 4 | "Combate em meio à poeira estelar" "Hoshikuzu no Senjō (星屑の戦場)"               | Mitsuo Fukuda     | Kazuho Hyodo Chiaki Morosawa                    | ASA                     | 6 de novembro de 2004   | ASA   |
| Minerva segue ao cinturão de detritos que cerca a Terra e envia Shinn e Lunamaria Hawke para perseguir a nave-mãe inimiga. No entanto, Neo fez os pilotos da ZAFT seguirem um chamariz. |                                                                                    |                   |                                                 |                         |                         |       |
| 5 | "Cicatrizes que não se curam" "Ienu Kizuato (癒えぬ傷痕)"                          | Mitsuo Fukuda     | Yuuichi Nomura Chiaki Morosawa                  | ASA                     | 13 de novembro de 2004  | ASA   |
| A bordo do Minerva, o presidente Durandal recebe as notícias chocantes. As ruínas de Junius Seven, a PLANT destruída no infame Fevereiro Sangrento saiu de sua órbita estável e etra em rota de colisão com a Terra. |                                                                                    |                   |                                                 |                         |                         |       |
| 6 | "Quando o mundo acaba" "Sekai no Owaru Toki (世界の終わる時)"                      | Mitsuo Fukuda     | Yuuichi Nomura Chiaki Morosawa                  | ASA                     | 20 de novembro de 2004  | ASA   |
| O Minerva lança os mobile suits para dar apoio à equipe de demolição de Yzak. Shinn, Rey, Lunamaria e Athrun se unem à batalha contra o grupo misterioso que pôs Junius Seven em rota de colisão com a Terra. |                                                                                    |                   |                                                 |                         |                         |       |
| 7 | "Terra da confusão" "Konmei no Daichi ((混迷の大地)"                               | Mitsuo Fukuda     | Hiroshi Ônogi Chiaki Morosawa                   | ASA                     | 27 de novembro de 2004  | ASA   |
| Apesar dos esforços heroicos da tripulação, o Minerva não conseguiu evitar o desastre, e fragmentos de Junius Seven causaram grandes estragos a Terra. O Minerva recuperam Shinn e Athrun na descida à Terra e rumam a Orb para que Cagalli volte a sua nação e para consertar os danos sofridos. |                                                                                    |                   |                                                 |                         |                         |       |
| 8 | "Cruzamento" "Jankushon (ジャンクション)"                                          | Mitsuo Fukuda     | Kazuho Hyodo Chiaki Morosawa                    | ASA                     | 4 de dezembro de 2004   | ASA   |
| Quando o Minerva chega a Orb, Cagalli retoma suas funções como presidente. O ministro Unato Ema Seiran relata os danos causados pela queda de Junius Seven e pede que a aliança com a Federação Atlântica seja aprovada. |                                                                                    |                   |                                                 |                         |                         |       |
| 9 | "Presas à mostra" "Ogoreru Kiba (驕れる牙)"                                        | Mitsuo Fukuda     | Shigeru Morita Chiaki Morosawa                  | ASA                     | 11 de dezembro de 2004  | ASA   |
| A Federação Atlântica e seus aliados declaram guerra às PLANTs em resposta à queda de Junius Seven. Embora o presidente Durandal ainda queira uma resolução diplomática, a ZAFT é mobilizada para defender as PLANTs. |                                                                                    |                   |                                                 |                         |                         |       |
| 10 | "A maldição de um pai" "Chichi no Jubaku (父の呪縛)"                               | Mitsuo Fukuda     | Yuuichi Nomura Chiaki Morosawa                  | ASA                     | 18 de dezembro de 2004  | ASA   |
| O presidente Durandal conta para Athrun os detalhes do último ataque das Forças da Terra às PLANTs. Abrindo mão do codinome Alex Dino, Athrun assume sua verdadeira identidade e pede que Durandal não deixe o conflito virar outra guerra. |                                                                                    |                   |                                                 |                         |                         |       |
| 11 | "O caminho escolhido" "Erabishi Michi ((選びし道)"                                 | Mitsuo Fukuda     | Yuuichi Nomura Chiaki Morosawa                  | ASA                     | 25 de dezembro de 2004  | ASA   |
| O conflito continuam aumentando de proporção conforme as Forças da Terra cercam as bases da ZAFT em Gibraltar e Carpentaria, e o Conselho Supremo das PLANTs decide retaliar em defesa. Apesar de suas intenções, Cagalli cede aos ministros e Orb se alia à Federação Atlântica. |                                                                                    |                   |                                                 |                         |                         |       |
| 12 | "Mar sangrento" "Chi ni Somaru Umi (血に染まる海)"                                 | Mitsuo Fukuda     | Hiroshi Ônogi Chiaki Morosawa                   | ASA                     | 25 de dezembro de 2004  | ASA   |
| A tripulação do Minerva encontra uma frota das Forças da Terra esperando logo além das fronteiras de Orb, e precisa abrir o caminho. Enquanto Rey e Lunamaria defender a nave, Shinn se engaja em um combate aéreo contra os mobile suits das Forças da Terra, mas a situação muda quando o inimigo mobiliza um mobile armor com um escudo refletor de pósitron, capa de resistir ao tannhauser do Minerva.                                                                                            |                                                                                    |                   |                                                 |                         |                         |       |
| 13 | "Asas ressuscitadas" "Yomigaeru Tsubasa (よみがえる翼)"                            | Mitsuo Fukuda     | Kazuho Hyodo Chiaki Morosawa                    | ASA                     | 8 de janeiro de 2005    | ASA   |
| Graças às proezas em combate do Shinn, o Minerva supera as Forças da Terra. A nave segue rumo à Carpentaria enquanto o governo Orb oficializa a aliança com a Federação Atlântica. |                                                                                    |                   |                                                 |                         |                         |       |
| 14 | "Voo ao futuro" "Ashita e no Tabidachi (明日への出航)"                             | Mitsuo Fukuda     | Shigeru Morita Chiaki Morosawa                  | ASA                     | 15 de janeiro de 2005   | ASA   |
| Diante da tentativa de assassinato contra Lacus, Kira e seus amigos percebem que foram alvo do governo das PLANTs. Kira recebe uma carta de Cagalli, em que ela conta que pretende se casar com Yuna e pede que o anel de Athrun seja devolvido. |                                                                                    |                   |                                                 |                         |                         |       |
| 15 | "Volta ao campo de batalha" "Senjō e no Kikan (戦場への帰還)"                      | Mitsuo Fukuda     | Hiroshi Ônogi Chiaki Morosawa                   | ASA                     | 22 de janeiro de 2005   | ASA   |
| A bordo do Archangel, Cagalli repreende a tripulação por raptála no meio do casamento. Kira devolve o anel do Athrun a ela e pede que Cagalli se una a eles para uma resposta melhor aos problemas do mundo. |                                                                                    |                   |                                                 |                         |                         |       |
| 16 | "Confronto no Oceano Índico" "Indo-yō no Shitō (インド洋の死闘)"                   | Mitsuo Fukuda     | Yuuichi Nomura Chiaki Morosawa                  | ASA                     | 5 de fevereiro de 2005  | ASA   |
| Conforme Minerva navega pelo Oceano Índico, ele chama a atenção de um velho inimigo, Neo Roanoke da força-tarefa de elite Phantom Pain. Neo pede auxílio das Forças da Terra próxima e inicia um combate aéreo contra o Minerva. |                                                                                    |                   |                                                 |                         |                         |       |
| 17 | "A vida de um soldado" "Senshi no Jōken (戦士の条件)"                              | Mitsuo Fukuda     | Kazuho Hyodo Chiaki Morosawa                    | ASA                     | 12 de fevereiro de 2005 | ASA   |
| Em fuga, o Archangel se esconde debaixo d'água no Reino da Escandinávia, que se mantém neutro. A bordo, Kira e seus amigos ponderam sobre os planos futuros. |                                                                                    |                   |                                                 |                         |                         |       |
| 18 | "Ataque a Lohengrin" "Rōengurin o Ute! (ローエングリンを討て!)"                    | Mitsuo Fukuda     | Shigeru Morita Chiaki Morosawa                  | ASA                     | 19 de fevereiro de 2005 | ASA   |
| Conforme Minerva se aproxima do portão de Lohengrin, Athrun explica o plano de combate aos demais pilotos. Enquanto o Minerva e os soldados da base Mahamul chamam a atenção das Forças da Terra, um piloto atacará o canhão de pósitron por um túnel escondido. |                                                                                    |                   |                                                 |                         |                         |       |
| 19 | "Verdades veladas" "Mienai Shinjitsu (見えない真実)"                               | Mitsuo Fukuda     | Hiroyuki Yoshino Chiaki Morosawa                | ASA                     | 26 de fevereiro de 2005 | ASA   |
| O Minerva continua no Mar Negro e atraca em Diocuia. Recém libertada do controle das Forças da Terra, Diocuia é a última parada da turnê de Meer Campbell para motivar as forças. |                                                                                    |                   |                                                 |                         |                         |       |
| 20 | "Passado" "(PAST)"                                                                 | Mitsuo Fukuda     | Chiaki Morosawa                                 | ASA                     | 5 de março de 2005      | ASA   |
| Este episódio reconta a história de Shinn. Durante a guerra anterior, Shinn e sua família viviam em paz em Orb, mas mesmo a nação neutra acabou se envolvendo no conflito. |                                                                                    |                   |                                                 |                         |                         |       |
| 21 | "Olhar perdido" "Samayou Hitomi (さまよう眸)"                                      | Mitsuo Fukuda     | Chiaki Morosawa                                 | ASA                     | 12 de março de 2005     | ASA   |
| Depois do encontro com o presidente Durandal, os pilotos do Minerva recebem um dia de folga, com direito a quartos privados em um hotel de Durandal, e Athrun recebe uma visita inesperada. Os pilotos também conhecem Heine Westenfluss, um membro da FAITH que foi designado como novo piloto do Minerva. |                                                                                    |                   |                                                 |                         |                         |       |
| 22 | "A espada do céu azul" "Sōten no Ken (蒼天の剣)"                                   | Mitsuo Fukuda     | Hiroshi Ônogi Chiaki Morosawa                   | ASA                     | 19 de março de 2005     | ASA   |
| Cedendo à pressão das Forças da Terra, o governo de Orb aceita entrar em combate contra a ZAFT. Comandados por Yuna Roma Seiran, uma força da Orb vai dar apoio à Phantom Pain de Neo Roanoke. |                                                                                    |                   |                                                 |                         |                         |       |
| 23 | "As sombras da guerra" "Senka no Kage (戦火の蔭)"                                  | Mitsuo Fukuda     | Hiroshi Ônogi Chiaki Morosawa                   | ASA                     | 26 de março de 2005     | ASA   |
| A batalha entre o Minerva e a frota da Orb é interrompida pelo Freedom de Kira. Cagalli entra em combate e ordena que as forças de Orb parem, mas Neo pressiona Yuna a continuar, sem reconhecer que as ordens vieram da Cagalli de verdade. |                                                                                    |                   |                                                 |                         |                         |       |
| 24 | "Visões diferentes" "Surechigau Shisen (すれ違う視線)"                             | Mitsuo Fukuda     | Hiroyuki Yoshino Chiaki Morosawa                | ASA                     | 2 de abril de 2005      | ASA   |
| Danificado, Minerva recua a um porto do Mar de Mármara para manutenção. Perturbado pelo caos que seus antigos companheiros criaram na luta, Athrun resolve sair do Minerva e buscar o Archangel para falar pessoalmente com Kira. |                                                                                    |                   |                                                 |                         |                         |       |
| 25 | "Um lugar de pecado" "Tsumi no Arika ((罪の在処)"                                  | Mitsuo Fukuda     | Hiroyuki Yoshino Chiaki Morosawa                | ASA                     | 9 de abril de 2005      | ASA   |
| Athrun arranjou um encontro com Kira e Cagalli, mas eles não conseguem se entender como antes. Mesmo ao saber da tentativa de assassinato contra Lacus, Athrun ainda acredita nas boas intenções do presidente Durandal e volta ao Minerva depois de pedir que evitem que Orb se envolva na guerra. |                                                                                    |                   |                                                 |                         |                         |       |
| 26 | "Promessa" "Yakusoku (約束)"                                                       | Mitsuo Fukuda     | Yuuichi Nomura                                  | ASA                     | 16 de abril de 2005     | ASA   |
| Depois de partir sozinho para o laboratório de Lodônia, Stella Loussier é capturada pelos pilotos do Minerva. Shinn leva Stella ferida a bordo do Minerva, mas os médicos não podem fazer muita coisa por conta de sua fisiologia anômala. |                                                                                    |                   |                                                 |                         |                         |       |
| 27 | "Sentimentos não concretizados" "Todokanu Omoi (届かぬ想い)"                       | Akihiko Nishiyama | Shigeru Morita Chiaki Morosawa                  | ASA                     | 23 de abril de 2005     | ASA   |
| Mesmo com Neo se preparando para outro ataque contra o Minerva, a ZAFT está no encalço do Archangel. Enquanto o presidente Durandal supervisiona a busca por Lacus, a capitã Gladys do Minerva recebe relatos sobre o encontro secreto entre Athrun e Kira e Cagalli. |                                                                                    |                   |                                                 |                         |                         |       |
| 28 | "Vidas remanescentes e vidas perdidas" "Nokoru Inochi Chiru Inochi (残る命散る命)" | Mitsuo Fukuda     | Yuuichi Nomura Chiaki Morosawa                  | ASA                     | 30 de abril de 2005     | ASA   |
| Enquanto o Minerva tem dificuldades contra as Forças da Terra e de Orb, Freedom e Archangel aparecem de novo no campo de batalha. Cagalli insiste para que as forças de Orb encerrem o combate, mas Yuna ordena que o ataque prossiga. |                                                                                    |                   |                                                 |                         |                         |       |
| 29 | "Destinos" "(FATES)"                                                               | Mitsuo Fukuda     | Chiaki Morosawa                                 | ASA                     | 7 de maio de 2005       | ASA   |
| Lacus volta ao espaço para se unir a seus aliados a bordo do Eternal, agora escondido em um aglomerado de asteroides. O presidente Durandal ordena que a busca por Lacus continue, insistindo que ela é uma impostora. |                                                                                    |                   |                                                 |                         |                         |       |
| 30 | "Um sonho efêmero" "Setsuna no Yume (刹那の夢)"                                    | Mitsuo Fukuda     | Natsuko Takahashi Chiaki Morosawa               | ASA                     | 14 de maio de 2005      | ASA   |
| Depois da batalha em Creta, o Archangel acolhe os sobreviventes da frota de Orb, que pedem para se unir a Cagalli. Enquanto isso, Minerva está em reparos antes de seguir para Gibraltar. |                                                                                    |                   |                                                 |                         |                         |       |
| 31 | "Noite sem fim" "Akenai Yoru (明けない夜)"                                         | Mitsuo Fukuda     | Hiroshi Ônogi Chiaki Morosawa                   | ASA                     | 21 de maio de 2005      | ASA   |
| Shinn e Rey levam Stella de volta a seus aliados para salvar sua vida. Como punição por não cumprir as leis militares, os dois são detidos enquanto a liderança da ZAFT decide o que será feito. |                                                                                    |                   |                                                 |                         |                         |       |
| 32 | "Stella" "Sutera (ステラ)"                                                         | Mitsuo Fukuda     | Hiroyuki Yoshino Chiaki Morosawa                | ASA                     | 28 de maio de 2005      | ASA   |
| Destroy avança para Berlim, destruindo todas as cidades em seu caminho. O Archangel chega para enfrentar o Destroy, mas nem mesmo o Freedom é páreo para seu poder esmagador. |                                                                                    |                   |                                                 |                         |                         |       |
| 33 | "O mundo revelado" "Shimesareru Sekai (示される世界)"                              | Mitsuo Fukuda     | Shigeru Morita Chiaki Morosawa                  | ASA                     | 4 de junho de 2005      | ASA   |
| Depois de pôr o corpo de Stella para descansar, Shinn volta ao Minerva com uma nova determinação. Ao visitar o quarto de Shinn, Athrun vê que ele e Rey estão fazendo simulações de combate contra o Freedom. |                                                                                    |                   |                                                 |                         |                         |       |
| 34 | "Pesadelo" "Akumu (悪夢)"                                                          | Mitsuo Fukuda     | Yuuichi Nomura Chiaki Morosawa                  | ASA                     | 11 de junho de 2005     | ASA   |
| O presidente Durandal revela a existência da Logos ao público, e deixa o mundo todo em confusão. Kira e Cagalli temem que agora Orb esteja em perigo, e voltam para lá com o Archangel. |                                                                                    |                   |                                                 |                         |                         |       |
| 35 | "A véspera do caos" "Konton no Saki ni (混沌の先に)"                               | Satoshi Toba      | Natsuko Takahashi Chiaki Morosawa               | ASA                     | 18 de junho de 2005     | ASA   |
| Mesmo que o Archangel tenha escapado do ataque do Minerva, o Freedom foi destruído, e a nave também está bastante danificada. Depois de recuperar o Kira, Archangel segue a Orb, enquanto Shinn volta ao Minerva e é recebido como herói. |                                                                                    |                   |                                                 |                         |                         |       |
| 36 | "Athrun em fuga" "Asuran Dassō (アスラン脱走)"                                     | Daiki Nishimura   | Hiroshi Ônogi Chiaki Morosawa                   | ASA                     | 25 de junho de 2005     | ASA   |
| O presidente Durandal, ao lado de Meer Campbell, apresenta novos mobile suits a Athrun e Shinn. Shinn fica encantado com o presente, mas Athrun ainda não aceita a ordem de ataque ao Archangel. |                                                                                    |                   |                                                 |                         |                         |       |
| 37 | "Relâmpago na escuridão" "Raimei no Yami (雷鳴の闇)"                               | Eiichi Kuboyama   | Hiroshi Ônogi Hiroyuki Yoshino Chiaki Morosawa  | ASA                     | 2 de julho de 2005      | ASA   |
| Athrun e Meyrin fogem de Gibraltar com o mobile suit roubado, enquanto Shinn e Rey perseguem com Destiny e Legend. Sob a alegação de terem roubado informações confidenciais, o presidente Durandal ordena que Shinn e Rey abatam os dois. |                                                                                    |                   |                                                 |                         |                         |       |
| 38 | "Uma nova bandeira" "Atarashiki Hata (新しき旗)"                                   | Masahiro Takada   | Hiroyuki Yoshino Chiaki Morosawa                | ASA                     | 9 de julho de 2005      | ASA   |
| A ZAFT se reúne na base Heavens esperando a reposta das Forças da Terra ao ultimato do presidente Durandal. A bordo do Minerva, Lunamaria canaliza sua dor contra a Logos, enquanto Shinn tenta consolá-la. |                                                                                    |                   |                                                 |                         |                         |       |
| 39 | "Kira dos céus" "Tenkū no Kira (天空のキラ)"                                       | Akihiko Nishiyama | Shigeru Morita Chiaki Morosawa                  | ASA                     | 16 de julho de 2005     | ASA   |
| ZAFT toma a base Heavens e descobre que Durandal fugiu, então o presidente Durandal ordena que ele seja prseguido. A bordo do Archangel, Kira lamenta sua impotência e pensa no que virá a seguir. |                                                                                    |                   |                                                 |                         |                         |       |
| 40 | "Legado de ouro" "Ōgon no Ishi (黄金の意志)"                                       | Shintaro Itoga    | Yuuichi Nomura Chiaki Morosawa                  | ASA                     | 23 de julho de 2005     | ASA   |
| Shinn e Rey recebem medalhas de honra ao mérito pelas conquistas na base Heavens, e o presidente Durandal os condecora como membros da FAITH. No entanto, uma nova crise começa, pois ZAFT descobriu que Djibril se refugiou em Orb. |                                                                                    |                   |                                                 |                         |                         |       |
| 41 | "Refrain" "Rifurein (リフレイン)"                                                  | Mitsuo Fukuda     | Hiroshi Ônogi Shigeru Morita                    | ASA                     | 30 de julho de 2005     | ASA   |
| Athrun e Kira recordam os acontecimentos passados da sua perspectiva e explicam por que seguem os caminhos que escolheram. NOTA: Este episódio é omitido na versão HD Remaster do Gundam SEED Destiny. Assim, tornando "Freedom e Justice" o novo episódio 41. Nessa condição, o episódio nunca teve o título traduzido oficialmente no Brasil. |                                                                                    |                   |                                                 |                         |                         |       |
| 42 | "Freedom e Justice" "Jiyū to Seigi to (自由と正義と)"                              | Satoshi Toba      | Hiroshi Ônogi Chiaki Morosawa                   | ASA                     | 6 de agosto de 2005     | ASA   |
| Cagalli muda a maré da batalha no mobile suit dourado, Akatsuki, mas agora se vê diante dos reforços do inimigo, o Minerva e o Destiny. Mesmo com o Archangel correndo a seu auxílio, Kira e Lacus voltar com novos mobile suits. |                                                                                    |                   |                                                 |                         |                         |       |
| 43 | "Chamada pro contra-ataque" "Hangeki no Koe (反撃の声)"                            | Mitsuo Fukuda     | Hiroshi Ônogi Natsuko Takahashi Chiaki Morosawa | ASA                     | 13 de agosto de 2005    | ASA   |
| A ZAFT renova o ataque contra a Orb. Shinn e Rey entram no campo de batalha com Destiny e Legend, e Athrun ajuda Kira a bordo co novo Justice. Enquanto os quatro mobile suits se enfrentam, a situação muda quando Gladys ordena a retirada da ZAFT. |                                                                                    |                   |                                                 |                         |                         |       |
| 44 | "Duas Lacus" "Futari no Rakusu (二人のラクス)"                                     | Mitsuo Fukuda     | Hiroyuki Yoshino Chiaki Morosawa                | ASA                     | 20 de agosto de 2005    | ASA   |
| A verdadeira Lacus Clyne se mostra ao mundo e a impostora é exposta. Enquanto presidente Durandal manda Meer Campbell se esconder, a ZAFT e seus aliados se debatem com essa nova revelação. |                                                                                    |                   |                                                 |                         |                         |       |
| 45 | "Prelúdio da revolução" "Henkaku no Jokyoku (変革の序曲)"                          | Mitsuo Fukuda     | Shigeru Morita Chiaki Morosawa                  | ASA                     | 27 de agosto de 2005    | ASA   |
| Embora o canhão Réquiem não tenha atingido Aprilius conforme o desejado, ele provocou a destruição das PLANTs ao redor. Em resposta a isso, ZAFT manda sua frota lunar atacar a primeira estação de retransmissão do Réquiem, enquanto o Minerva se apressa para a base Daedalus para apreendê-lo. |                                                                                    |                   |                                                 |                         |                         |       |
| 46 | "A canção da verdade" "Shinjitsu no Uta (真実の歌)"                                | Mitsuo Fukuda     | Yuuichi Nomura Chiaki Morosawa                  | ASA                     | 3 de setembro de 2005   | ASA   |
| Com a base Daedalus tomada pela ZAFT, a morte de Djibril e as estações de retransmissão do Réquiem sob controle da ZAFT, a vitória do presidente Durandal parece ser absoluta. Enquanto o mundo aguarda os próximos passos de Durandal, Archangel vai a Copernicus para monitorar a situação. |                                                                                    |                   |                                                 |                         |                         |       |
| 47 | "Meer" "Mīa (ミーア)"                                                              | Akihiko Nishiyama | Chiaki Morosawa                                 | ASA                     | 10 de setembro de 2005  | ASA   |
| Lacus e seus companheiros voltam ao Archangel com o corpo de Meer Campbell. Agora que Meer deu a vida para salvar Lacus, Athrun se envergonha de perceber como sabia pouco sobre ela. |                                                                                    |                   |                                                 |                         |                         |       |
| 48 | "Ao mundo novo" "Shinsekai e (新世界へ)"                                           | Daiki Nishimura   | Hiroyuki Yoshino Chiaki Morosawa                | ASA                     | 17 de setembro de 2005  | ASA   |
| A paz frágil é destruída, conforme o mundo novamente é colocado em tumulto pelo Plano do Destino do Durandal. Para eliminar conflitos e garantir a paz eterna, Durandal pretende usar análise genética para determinar a missão de vida de todos. |                                                                                    |                   |                                                 |                         |                         |       |
| 49 | "Rey" "Rei (レイ)"                                                                 | Satoshi Toba      | Hiroyuki Yoshino Chiaki Morosawa                | ASA                     | 24 de setembro de 2005  | ASA   |
| Ao usar o canhão Réquiem contra a base Arzachel, o presidente Durandal mostrou que destruirá todos que se opuserem ao Plano do Destino, e Orb será o próximo alvo. A frota espacial de Orb ataca a base Daedalus antes que o Réquiem possa disparar de novo, enquanto Archangel e Eternal tentam destruir a primeira estação de retransmissão. |                                                                                    |                   |                                                 |                         |                         |       |
| 50 | "O poder final" "Saigo no Chikara (最後の力)"                                      | Mitsuo Fukuda     | Chiaki Morosawa                                 | ASA                     | 1 de outubro de 2005    | ASA   |
| Depois de eliminar a primeira estação de retransmissão do Réquiem, Archangel e Eternal se apressam para a Lua para se unir ao ataque, mas têm o caminho interceptado pela fortaleza Messiah. Kira diz para Athrun e Archangel continuarem para a destruição do Réquiem, enquanto o Eternal fica e lida com Messiah. NOTA: Na versão HD Remaster de Gundam SEED Destiny, este é o episódio 49, e o novo episódio 50, usando imagens do Episódio Especial "Final Plus", é chamado de O futuro escolhido. |                                                                                    |                   |                                                 |                         |                         |       |

### Mobile Suit Gundam SEED Destiny: Special Episodes
O tema de abertura para o Final Plus é a "Vestige" (vestige -ヴェスティージ-, Vesutīji) por T.M.Revolution.
| Fase # | Título[a]                                             | Exibição original      | Refs. |
| --- | ----------------------------------------------------- | ---------------------- | ----- |
| Special Plus (15.5) | "Destiny" "(DESTINY)"                                 | 29 de janeiro de 2005  | ASA   |
| Intitulado Phase 15.5. Uma recapitulação dos primeiros quinze episódios de Gundam SEED Destiny. |                                                       |                        |       |
| Final Plus (51) | "O futuro escolhido" "Erabareta Mirai (選ばれた未来)" | 25 de dezembro de 2005 | ASA   |
| Kira confronta o presidente Durandal, que parece estar pronto a aceitar seu destino. Intitulado Phase 51. Substitui a Fase 50, também conhecido como episódio de OVA. Inclui uma batalha prolongada e várias cenas novas e alteradas. Também apresenta um final mais longo para a série, que explica o fim da guerra e mostra a reunião entre Kira Yamato e Shinn Asuka, uma vez que os dois decidem trabalhar juntos. |                                                       |                        |       |

### Mobile Suit Gundam SEED Destiny: Special Edition - Tetralogy movies
| Fase #                                                                   | Título[a]                                                      | Exibição original                       | Refs. |
| ------------------------------------------------------------------------ | -------------------------------------------------------------- | --------------------------------------- | ----- |
| Special–I                                                                | "The Shattered World" "Kudakareta Sekai (砕かれた世界)"        | 2 de maio de 2006 3 de maio de 2006     | ASA   |
| Abrange os eventos de Gundam SEED Destiny Fases 1 à 13.                  |                                                                |                                         |       |
| Special–II                                                               | "Their Respective Swords" "Sorezore no Tsurugi (それぞれの剣)" | 27 de julho de 2006 28 de julho de 2006 | ASA   |
| Abrange os eventos de Gundam SEED Destiny Fases 14 à 28                  |                                                                |                                         |       |
| Special–III                                                              | "The Hellfire of Destiny" "Sadame No Gōka (運命の業火)"        | 8 de outubro de 2006                    | ASA   |
| Abrange os eventos de Gundam SEED Destiny Fases 29 à 42                  |                                                                |                                         |       |
| Special–IV                                                               | "The Cost of Freedom" "Jiyū no Daishō (自由の代償)"            | 23 de fevereiro de 2007                 | ASA   |
| Abrange os eventos de Gundam SEED Destiny Fases 43 à 50 e o "Final Plus" |                                                                |                                         |       |